# 郭賡平
郭賡平，江西省袁州府萬載縣人，清朝政治人物、進士出身。
光緒六年（1880年），参加庚辰科殿試，登進士二甲第33名。同年五月，改翰林院庶吉士。光緒九年四月，散館，著以部属用。